# فرخنده کم‌خال
فرخندۀ کم‌خال یا فرخندۀ خال‌درشت (نام علمی: Ixothraupis guttata) یک پرنده گنجشک‌سان با جثه متوسط است. این یک زادآور ساکن در کاستاریکا، پاناما، ترینیداد، ونزوئلا، کلمبیا، گویان، سورینام و گوشهٔ شمالی برزیل است. همچنین رکورد دیداری از گویان فرانسه وجود دارد.